# Prisa Radio
Prisa Radio és el major grup radiofònic internacional en espanyol, propietat de PRISA. Compta amb una xarxa de 1250 emissores, tenint presència directa a: Argentina, Colòmbia, Xile, Estats Units, Espanya, Mèxic i Panamà, i a través de franquícies de marques i continguts a: Costa Rica, Guatemala, Nicaragua, Paraguai i República Dominicana.
Els estudis d'audiències situen a la companyia com a líder radiofònic en castellà a nivell mundial, i a Espanya, Colòmbia i Xile a nivell local, sumant entre tots els països gairebé 22 milions d'oïdors i 39 milions d'usuaris.
L'empresa va ser creada el 2010 com a hereva de l'antiga Unión Radio (EAJ-20), originalment Unión Radio Madrid.

## Antecedents
L'empresa Unión Radio Madrid va ser fundada en novembre de 1924 per Ricardo Urgoiti, amb la participació de les primeres empreses elèctriques espanyoles, dedicada a la radiodifusió a la ciutat a l'empara de la primera legislació realitzada pel govern de Miguel Primo de Rivera sota el regnat d'Alfons XIII d'Espanya. L'emissora de Madrid, EAJ-7, va començar a funcionar el 17 de juny de 1925, entre fortes crítiques que l'acusaven de monopoli.
Va ser la primera de les emissores de ràdio que va aconseguir crear una cadena d'emissores a Espanya, entre 1925 i 1930.
El govern, a proposta de la Junta Tècnica Inspectora aprova una reial ordre el 1926 que permet canviar l'Art. 29 del Reglament de 1924, la qual cosa fa possible la transferència de llicències, ajudant a Unión Radio per a fer-se amb la majoria de les estacions, arribant a establir un quasi-monopoli en l'espai radioelèctric espanyol: Radio Madrid, Ràdio Barcelona, Radio San Sebastián, Radio Sevilla, Ràdio València (en règim mixt) i Radio Santiago. El promotor de les compres i fusions d'emissores en diferents ciutats espanyoles va ser el mateix Ricardo Urgoiti Somovilla.
L'empresa estava secundada per indústries nord-americanes com AT&T i alemanyes com AEG o Telefunken. A més, va ser molt gran la seva vinculació amb les empreses periodístiques de Nicolás María de Urgoiti, pare de Ricardo, i fundador d'El Sol i La Voz. De fet un dels primers informatius radiofònics a Espanya va ser La palabra (07-10-1930) a Unión Radio Madrid que amb tres edicions diàries de 20 minuts es basava en les informacions de l'agència Febus (butlletins especials).
Dos elements que van dinamitzar en gran manera a aquest grup radiofònic van ser la Unió de Radiooients les quotes de soci de les quals (al març de 1926 tenia gairebé 12.000 associats), juntament amb l'escassa publicitat (només 5 minuts per cada hora), servien per a finançar l'empresa; i la Revista Ondas, que amb el preu de 50 cèntims es va editar totes les setmanes (dissabtes) des de la fundació del grup fins al començament de la Guerra Civil Espanyola.
El Grupo PRISA i el Grupo Godó acordaren agrupar llurs participacions a la Sociedad Española de Radiodifusión (Cadena SER), Antena 3 Radio i Grupo Latino de Radio (GLR) per a crear la major empresa de ràdio en l'àrea de parla espanyola. La companyia Unió Ràdio (actual PRISA Radio), tindrà una facturació de gairebé 350 milions d'euros anuals i estarà participada en un 80% per PRISA i en un 20% pel Grupo Godó.
L'acord va ser segellat en Madrid pels presidents dels grups PRISA i Grupo Godó, Jesús de Polanco i Javier de Godó. El pacte comporta la venda, signada pels consellers delegats de Prisa i Godó, Juan Luis Cebrián i Carlos Godó, del 20% de Grupo Latino de Radio (GLR), l'empresa que agrupa les participacions internacionals de ràdio de PRISA, al grup català de mitjans de comunicació. Posteriorment, s'han aportat a Unió Radi, mitjançant una ampliació de capital, totes les accions de GLR, que s'afegeixen així a les de la Cadena SER i Antena 3 Radio que ja estaven en el si d'Unió Ràdio.
La nova empresa compta amb 1.250 emissores, entre pròpies i associades, distribuïdes a: Espanya, Estats Units, Mèxic, Colòmbia, Costa Rica, Panamà, Argentina i Xile.
En aquests moments té 22 milions d'oïdors i plans d'expansió per a ampliar la seva implantació als Estats Units i Amèrica Llatina, segons va informar PRISA en un comunicat.
A Espanya, PRISA Radio compta amb la Cadena SER, líder indiscutible d'audiència tant en programació parlada com en les fórmules musicals: (LOS40, Cadena Dial, Los 40 Classic, Radiolé, Ke Buena i Los 40 Dance).
Als Estats Units, la companyia té dues operacions de ràdio a Los Angeles i Miami, ciutat en la qual és líder en ràdio parlada per al món hispà. A més posseeix GLR Networks, empresa productora i distribuïdora de programes i espais comercials amb prop de 60 emissores afiliades.
Al mercat de Mèxic, PRISA Radio opera a través de Radiópolis, participada al 50% per Televisa i en la qual Unión Radio té la gestió.
Radiópolis compta amb tres línies de programació fonamentals: W Radio per programació parlada, Ke Buena, de música ranxera i LOS40 de programació juvenil. Aquests són també els formats globals de programació que s'emeten a: Panamà, Costa Rica, Xile, Argentina i Colòmbia.
Caracol Radio, líder indiscutible a Colòmbia i una de les cadenes més prestigioses d'Amèrica Llatina, constitueix un altre pilar en aquest mercat.
Caracol produeix i distribueix fins a deu hores de programació en diferents formats de música i ràdio parlada.
A Xile, PRISA Ràdio és propietari del conglomerat radiofònic de major prestigi en aquest país, Ibero Americana Radio Chile, que amb les seves 11 fórmules de ràdio arriba a aproximadament 3 milions de persones, segmentades a diferents públics.
La consolidació d'aquestes operacions permetrà a la divisió de ràdio del Grupo PRISA crear una base sòlida i de gran projecció territorial per a la distribució de les seves marques globals de programació i per a l'optimització de sinergies comercials que possibilitin un ambiciós pla d'expansió en el món de parla hispana.
Prisa Radio estarà presidida per Jesús de Polanco; Javier de Godó serà vicepresident i Augusto Delkáder, fins ara CEO de la Sociedad Española de Radiodifusión, ocuparà el mateix lloc, però ara de tot el negoci. Jaime Polanco Soutullo, que en aquests moments és CEO de Prisa Internacional, ocuparà la Direcció General d'Estratègia i Desenvolupament Corporatiu de Prisa.

## Negoci
PRISA Radio compta amb quatre àrees de negoci en els dotze països on opera, posant èmfasis en la creació de continguts dinàmics i interactius per a plataformes múltiples.

### Ràdio
La ràdio és l'activitat sobre la qual gira tota la companyia, amb una xarxa de més de 1.250 emissores arreu del món, i amb portals web. Diferenciant entre marques de ràdio parlada i marques de radiofórmula musical, els continguts se centren en informació, música, entreteniment i esports.

### Música
La música és l'element transversal a totes les unitats de negoci de Prisa Ràdio, amb més d'una vintena de formats musicals a través del mitjà radio.

### Marca
L'ampli reconeixement de les marques de Prisa Radio i el seu alt valor han permès a la companyia comercialitzar nous productes associats als seus noms, com ara targetes de pagament VISA, portals de viatges, espectacles musicals, col·leccions de moda, locals de restauració, concursos per a joves artistes, guies d'oci, llançaments discogràfics o productes editorials.

## Productes
| Ràdio         | - Argentina · Radio Continental AM 590 · LOS40 Argentina · Radio Continental FM 104.3 - Xile - Amb Ibero Americana Radio Chile · ADN Radio Chile · LOS40 Chile · Radio Imagina · Concierto · Futuro · Rock & Pop · FM Dos · Corazón · Pudahuel · Uno · Radioactiva - Colòmbia · Caracol Radio · Radioacktiva · Tropicana · Q'Hubo Radio · W Radio · Oxígeno · LOS40 Colombia · Bésame Colombia - Satel·litaris · Caracol Radio · W Radio - Associades · Radio Santa Fe - Costa Rica - Amb Multimedios Radio · LOS40 Costa Rica · Bésame Radio (Costa Rica) · La Caliente Costa Rica - Asociadas: - La Caliente. Transmet música grupera les 24 hores. - Hits FM. Transmet les 24 hores belada pop i música juvenil en espanyol. - La Lupe. Transmet les 24 hores, programació grupera, balades, notícies i música del nord regional. - Classic. Transmet les 24 hores, èxits musicals en anglès amb el millor de les dècades dels 60's, 70's, 80's, 90's i 2000's. - Radio Recuerdo. Transmet les 24 hores, musica romàntica en espanyol. - Espanya · Cadena SER · LOS40 · Cadena Dial · SER+ · LOS40 Classic · LOS40 Dance · Radiolé · Ke Buena (Espanya, temàtica de Reguetón i Electro latino) · Clásica FM Radio (Asociada, continuadora de Sinfo Radio exclusivament via internet) · RAC 1 i RAC 105 associades pertany 18% a Prisa Radio, FM i TDT en Catalunya. Fora d'aquest territori exclusivament via internet) - Estats Units · Radio Caracol 1260 - Miami · GLR Networks - Guatemala - Amb Albavisión · LOS40 Guatemala - Mèxic - Grupo Alemán · W Radio · LOS40 México · Ke Buena · W Deportes - Associades · Radio Gallito · VOX "Love Statión" - Nicaragua · Radio 800 · LOS40 Nicaragua - Panamà · Radio Panamá · LOS40 Panamá · Bésame Radio (Panamà) · Caracol Radio America · W Radio (Panamà) - Paraguai · LOS40 Paraguay - Plantilla:República Dominicana · LOS40 República Dominicana |
| Digital       | los40.com game40.com cadenaser.com caracol.com.co WRadio.com.co WRadio.com.mx WRadio.com.pa tropicanafm.com radiole.com M80radio.com cadenadial.com maxima.fm adnradio.cl continental.com.ar besame.fm kebuena.com.mx |
| Esdeveniments | Gran Vía Musical Planet Events Media Festivals Rosa Lagarrigue Management Merchandising On Stage Premios Dial Los40 Music Awards |
| Editorials    | Nova Ediciones Musicales Lirics & Music |
| Pagament      | Tarjeta40 40 Mòbil Musical 40 40Viajes.com Arxivat 2016-01-09 a Wayback Machine. |

## Accionariat
Actualment, l'accionariat de Prisa Radio es reparteix entre el grup PRISA, que manté una participació d'un 73,49% el Grup Godó, amb un 18,37% i el Grup Trastámara, amb el 8,14% restant. Addicionalment, l'acord d'inversió formalitzat en 2008 per a l'entrada del Grup Trastámara contempla una aportació addicional d'altres 125 milions d'euros en futures ampliacions de capital, que atorgarien a Isabel de Trastámara y Silva una participació total d'un 16,63% .

## Seu

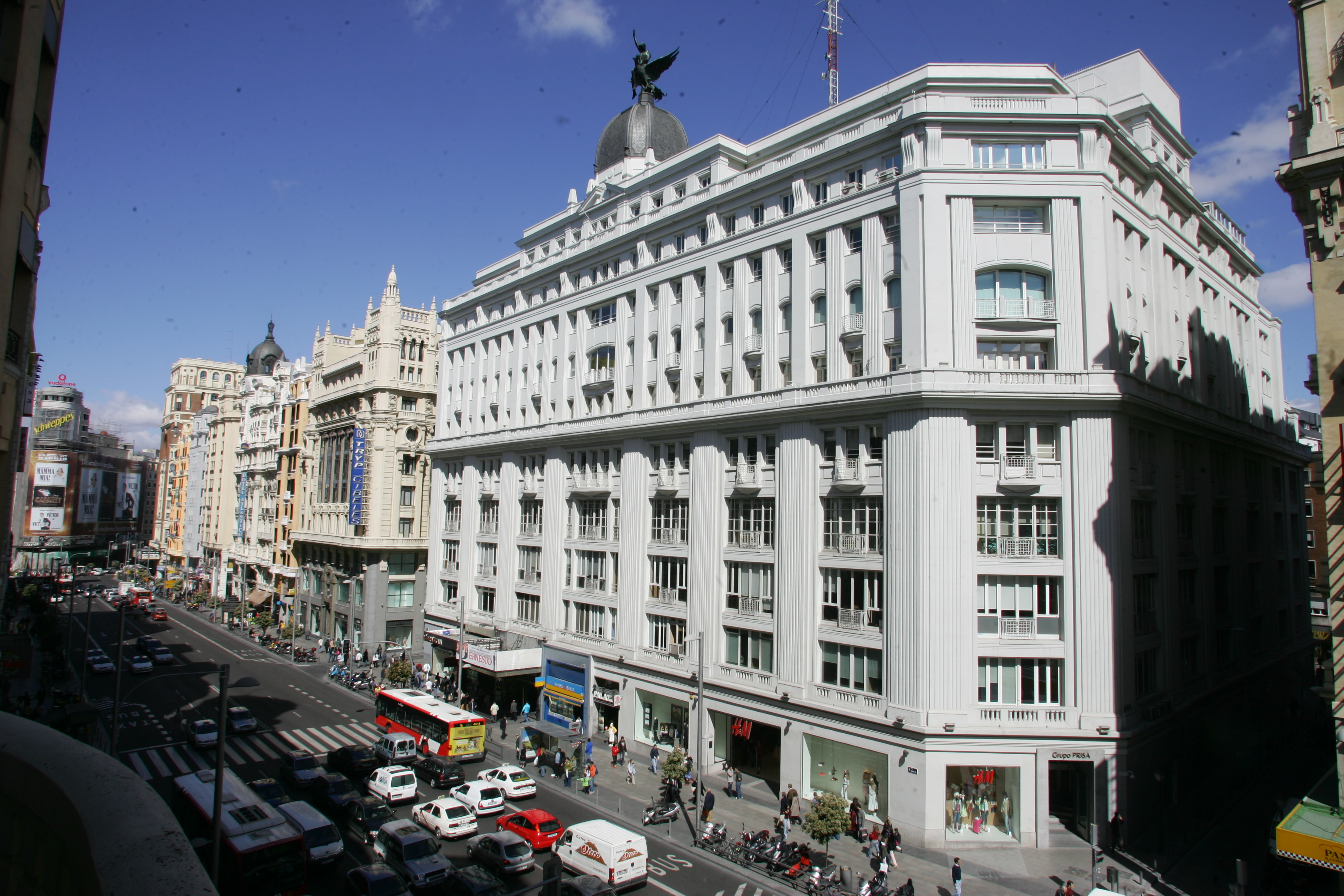
Seu de PRISA Radio España a Madrid.

La seu es troba al carrer Gran Vía 32, Madrid, (Espanya).
El seu edifici va ser construït entre 1922 i 1924, obra de l'arquitecte Teodoro de Anasagasti i l'enginyer Maximiliano Jacobson.
El primer ús de l'edifici va ser donat pels antics grans magatzems Madrid-París.
Actualment només fa ús de la sisena a la novena planta, trobant-se un establiment de la cadena de moda irlandesa Primark, que va obrir les portes el novembre de 2015.